# سبيد أب

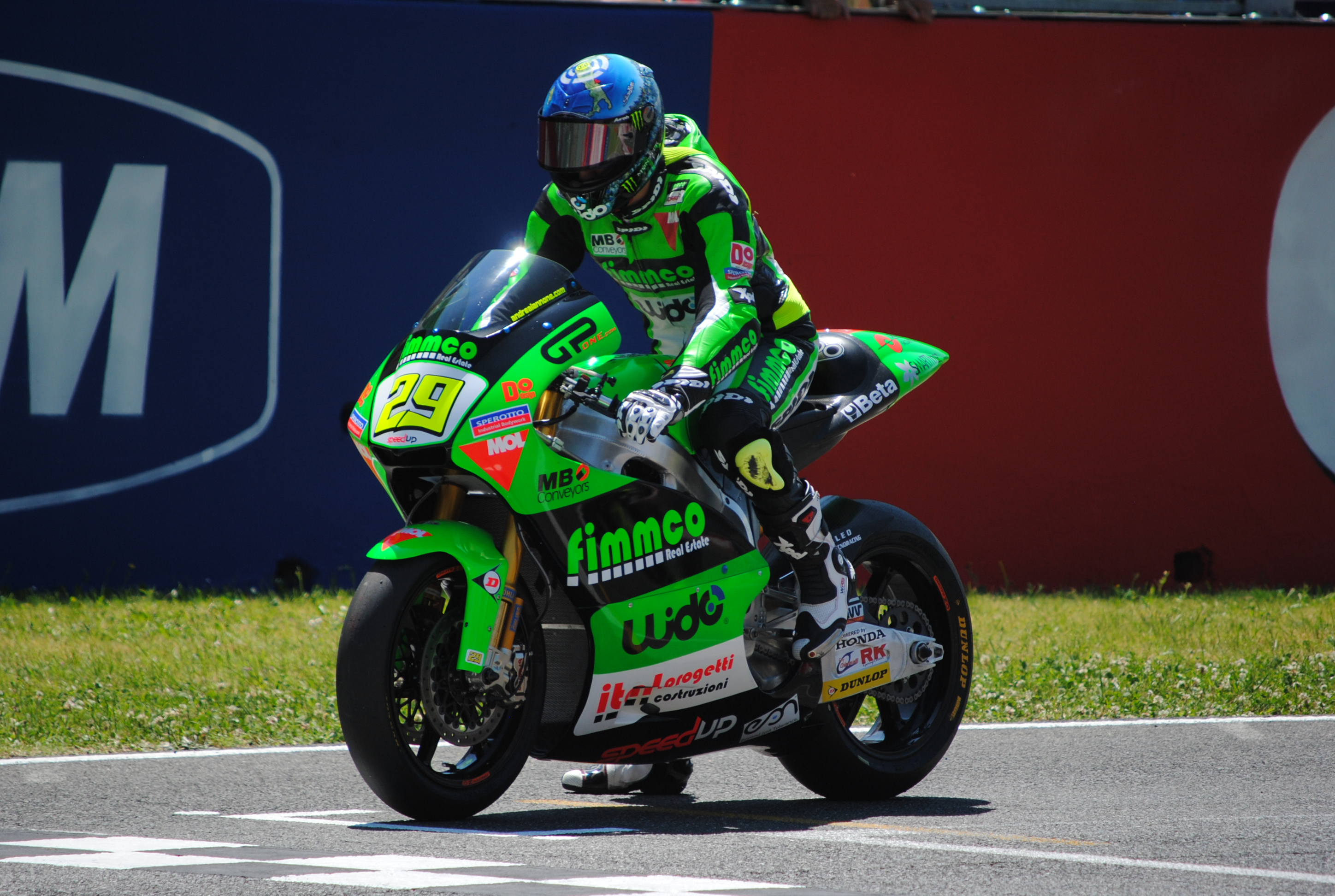
أندريا يانوني على دراجة سبيد أب إس 10

سبيد أب (بالإنجليزية: Speed Up)‏ هو فريق إيطالي في رياضة سباق الدراجات النارية، تأسست في سنة 2010 ويقع مقره في مدينة فيتشنزا الإيطالية. مؤسسه هو متسابق الدراجات النارية المعتزل الإيطالي لوكا بوسكوسكورو. جقق الفريق في سنته الأولى ثلاثة انتصارات بدراجاته المستندة على هيكل إف تي آر موتو والتي قادها أندريا يانوني وغابور تالماتشي.